# Hecatera cappa
Hecatera cappa là một loài bướm đêm thuộc họ Noctuidae. Nó được tìm thấy ở Maroc, Algérie, miền trung và tây nam châu Âu, Thổ Nhĩ Kỳ, Ngoại Kavkaz, Israel, Liban, Jordan, Iran và Trung Á.
Con trưởng thành bay từ tháng 4 đến tháng 5 in Israel và at the beginning và end of summer miền trung Europe. Có một lứa một năm in Israel. ở châu Âu there are two generations.
Ấu trùng ăn các loài the flowers và seeds của Scropulariae và Delphinium.